# Ram It Down
Ram It Down er Judas Priests ellevte studiealbum, udgivet i 1988. En remastered version af albummet blev udgivet i 2001, indeholdende to nye livespor.
I 1986 planlagde Judas Priest at indspille et dobbeltalbum med titlen Twin Turbos, hvoraf den ene halvdel ville være let, kommerciel rock og den anden ville være ligeledes poleret, men tungere og mindre synthesizer-orienteret. Da pladeselskabet ikke var specielt trygt ved dobbeltalbum, blev projektet delt i to udgivelser, hvoraf det første, "milde", album blev Turbo, og det andet, "hårde", album blev Ram It Down. Selvom udgivelsen stort set blev enstemmigt kritiseret, var der begyndende tegn på visse elementer, som den mere tekniske trommeteknik, den høje hastighed og sci-fi-temaerne, som senere ville blive brugt på deres næste, og meget succesfulde, Painkiller. Judas Priest lavede også en coverversion af Chuck Berrys "Johnny B. Goode", som var den eneste single fra dette album. Ram It Down blev også det sidste album med trommeslager Dave Holland, som havde spillet med bandet siden British Steel.
På Ram It Down begyndte de to guitarister, K.K. Downing og Glenn Tipton, for første gang at gøre brug af sweep-picking. En kombination af dette, den høje hastighed og tekniske solospil gav den tydelige shred på albummet – eksempelvis i de første 40 sekunder af sangen "Heavy Metal."

## Spor
Alle sange er skrevet af Rob Halford, K.K. Downing og Glenn Tipton, hvis der ikke er andet angivet.
1. "Ram It Down" – 4:48
2. "Heavy Metal" – 5:58
3. "Love Zone" – 3:58
4. "Come and Get It" – 4:07
5. "Hard as Iron" – 4:09
6. "Blood Red Skies" – 7:50
7. "I'm a Rocker" – 3:58
8. "Johnny Be Good" (Chuck Berry) – 4:39
9. "Love You to Death" – 4:36
10. "Monsters of Rock" – 5:30

### Bonusspor på genudgivelse
1. "Night Comes Down" (Live) – 4:33
2. "Bloodstone" (Live) – 4:05

## Medlemmer
- Rob Halford – Vokal
- K.K. Downing – Lead guitar
- Glenn Tipton – Lead guitar
- Ian Hill – Bas
- Dave Holland – Trommer